# Капама
Капама̀ е балканско ястие. Думата е с турски произход и означава „затворен“.
Приготвя се от кисело зеле, ориз, подправки – черен пипер, дафинов лист и чесън, различни видове месо (свинско, телешко, кървавица, наденица, пиле, заек и др.). В Разложко се добавя и така нареченото „чекъне“ (червено цвекло) или туршия от цвекло.

## Техника на приготвяне
Реди се на пластове, като свинското се поставя на дъното. Залива се с вода на места и чаша червено вино. Оригиналната капама се готви в казан върху открит огън. Сега е по-известен друг начин на приготвяне – в запечатано с тесто глинено гърне (гювеч) се пече няколко часа във фурна.